# Rybák inka
Rybák inka (Larosterna inca) je středně velký jihoamerický druh rybáka, jediný druh rodu Larosterna.

## Popis
Rybák inka je unikátně zbarveným druhem čeledi rybákovitých. Dospělí ptáci jsou celí modrošedí, s nevýraznou černavou čepičkou a nápadnými vousovitými bílými pery na lících. Loketní letky mají bílé špičky, které tvoří bílý zadní okraj křídla. Nohy jsou červené, zobák červený se žlutými koutky. Mladí ptáci jsou celí zbarveni do rudohněda.

## Rozšíření
Hnízdí pouze na pacifickém pobřeží Jižní Ameriky od zálivu města Guayaquil v Ekvádoru na jihu po Iquique v severním Chile. V mimohnízdní době zaletuje dále na jih po oblast města Valdivia ve středním Chile.